# موسیقی در سوریه

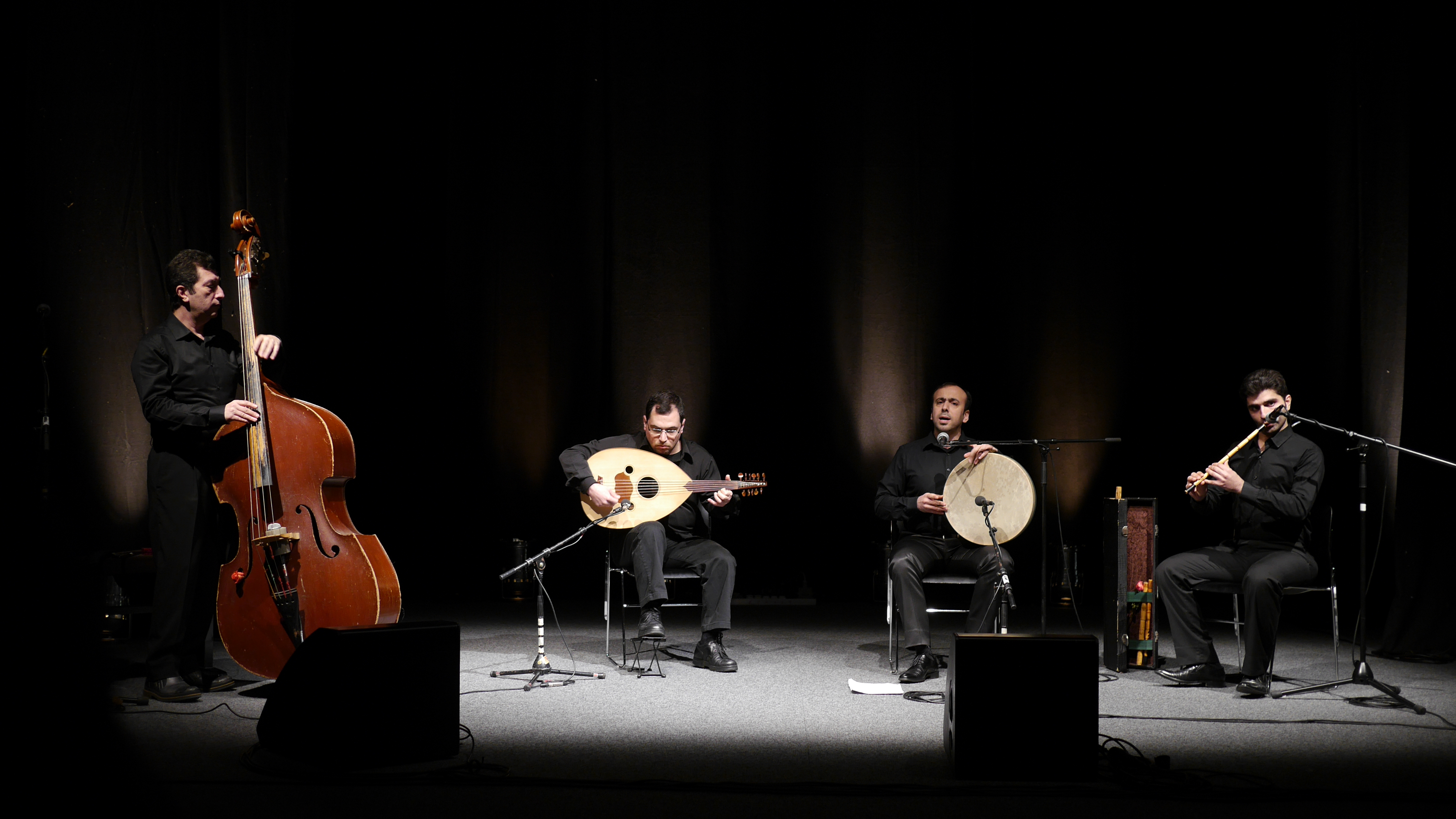
گروهی از نوازندگان سوری اهل حلب

موسیقی سوریه به آیین‌ها و شیوه‌های موسیقی در سوریه امروزی (در مقابل سوریه بزرگ) اشاره دارد. سوریه مدت‌ها است که یکی از مراکز نوآوری موسیقی جهان عرب در زمینه موسیقی سنتی عرب است که از جمله موسیقیدان‌های آن قدود حلببیه است.

## موسیقی بومی
موسیقی بومی سوریه در بیشتر موارد مبتنی بر عود است که نوعی ساز زهی است و به عنوان نیای لوت اروپایی شناخته می‌شود و همچنین دیگر سازها مانند فلوت، نای و سازهای کوبه ای دستی مانند داربوکا، دف یا ریک نیز در آن به کار می‌رود. از دیگر سازهای معمول، قانون و کمانچه هستند. در مناطق نیمه عشایری، موسیقی بادیه نشین که مبتنی بر میزمارا، زورنا و ربابه است، رایج است.
مانند سایر کشورها، موسیقی نوین سوریه به‌طور قابل توجهی در تقابل با موسیقی بومی آن است. در این موسیقی از ارکستری با سازهای اکثراً اروپایی با یک خواننده اصلی و گاهی اوقات یک گروه پشتیبان استفاده می‌شود. این نوع موسیقی در خاورمیانه عرب بسیار محبوب است. خوانندگان نامدار آن اصاله نصری، فرید الاطرش، فهد بالان، صباح فخری، مایادا ال هناوی و جورج وسوف هستند.

## موسیقی عربی کلاسیک
سبک کلاسیک معمول سوریه تواشیح است که به دوران سده میانه برمی گردد. این موسیقی با اجرای یک خواننده اصلی یا گروه سرود، از یک شکل کلاسیک شعر عربی تشکیل شده‌است که موسیقی آن را اجرا می‌کند. این شعر که به زبان عربی کلاسیک سروده شده‌است و بیشتر شامل پنج مصراع است، با یک قافیه در حال اجرا با نوعی تعویض متناوب همراه است. تواشیح معمولاً با یک یا دو سطر مطابق با قسمت دوم شعر در قافیه و متر باز می‌شود.
شهر حلب در شمال سوریه مرکز تواشیح قلمداد می‌شود.

## موسیقی سریانی
سوریه، یکی از کشورهایی که مسیحیت در آن پدید آمده‌است، سابقه طولانی در موسیقی کلیسایی دارد. سرودهای مسیحی گاهی در سوریه گسترش یافته‌اند؛ و سبک شعاری آن، که همچنان موسیقی دینی رایج برخی از مسیحیان مختلف سوریه است قدیمی است.
پیشتر یک آیین متمایز از موسیقی دینی یهودی سوریه وجود داشت که هنوز هم در مردمان سوری-یهودی در سراسر جهان مانند نیویورک، مکزیکو سیتی و بوینس آیرس وجود دارد.

## پایکوبی‌ها
یکی از محبوب‌ترین رقص‌ها در سوریه رقص دبکه است که رقص بومی است که از پایکوبی رقاصان تشکیل شده و توسط یک رهبر هدایت می‌شود. این پایکوبی بیشتر در عروسی‌ها و دیگر شادی‌ها اجرا می‌شود. دیگر پایکوبی‌های بومی محبوب عبارتند از «اردا» (عربی: عراضة)، رقص شمشیر، و همچنین پایکوبی شرقی زنان.